# Rød (Hvaler)
Rød este o localitate din comuna Hvaler, provincia Østfold, Norvegia, cu o suprafață de 0,34 km² și o populație de 537 locuitori (2013).